# Paroxylabis
Paroxylabis is een geslacht van vliesvleugelige insecten uit de familie Diapriidae.

## Soorten
- P. buekkiana Szabó, 1977
- P. laticeps Hellen, 1964
- P. semirufa Kieffer, 1907
- P. spinifer Nixon, 1957